# Гора Эребор
Гора Эребор (лат. Erebor Mons) — гора на Титане, самом крупном спутнике Сатурна. Находится на западе светлой местности Кивира, координаты центра — 4°58′ ю. ш. 36°14′ з. д. / 4,97° ю. ш. 36,23° з. д. Высота над окрестностями — более километра; размер по горизонтали — около 50 км.
Эта гора была открыта при обработке данных космического аппарата «Кассини». На радарных и инфракрасных снимках на её месте не видно признаков возвышенности, и её обнаружили только после постройки карты высот. На радарных изображениях она, как и другие горы, выглядит довольно яркой, но её окрестности не менее, а местами и более яркие. Радарные снимки горы Эребор были получены 22 февраля и 10 апреля 2007 года (во время пролётов около Титана, обозначенных T25 и T28 соответственно); во второй раз она попала на край заснятой области и качество изображения было ниже. Она получила имя горы Эребор из легендариума Дж. Р. Р. Толкина. Это название было утверждено Международным астрономическим союзом 13 ноября 2012 года.
На север и северо-восток от горы Эребор простираются радарно-яркие области, местами имеющие лопастевидную форму. На востоке их протяжённость превышает 200 км. Повышенной высотой они не отличаются (разница высот с окрестностями <100 м). На запад от горы начинается большое поле дюн. Рек в районе горы Эребор нет, а наличие дюн говорит о сухости этих мест. На запад-северо-запад от горы, вклиниваясь в дюнное поле, тянется цепочка ярких холмов. Они названы холмами Бильбо (лат. Bilbo Colles) в честь хоббита Бильбо Бэггинса.
Вероятно, гора Эребор — это криовулкан, а яркие области вокруг — потоки её выбросов. Яркие признаки криовулкана есть и у недалёкой от неё горы Дум с патерой Сотра. Эти два объекта — лучшие кандидаты в криовулканы среди всех гор Титана.